# Giljui
Der Giljui (russisch Гилюй) ist ein 545 Kilometer langer rechter Nebenfluss der Seja im Fernen Osten Russlands.

## Verlauf
Der Giljui entsteht in etwa 700 m Höhe aus den beiden kurzen Quellflüssen Linker Giljui (Lewy Giljui) und Rechter Giljui (Prawy Giljui), die an der Südseite des Hauptkammes des hier Mittelgebirgscharakter tragenden Stanowoigebirges in knapp 1000 m Höhe entspringen. Zunächst fließt der Giljui am Südrand des Gebirges in südwestlicher bis westlicher Richtung, um sich bei der Stadt Tynda scharf nach Südosten zu wenden. Er durchfließt in weiten Bögen die Lärchentaiga nördlich des Tukuringragebirges.
Gut 100 Kilometer oberhalb seiner Mündung in die hier zum Sejastausee angestaute Seja tritt der Giljui in das Tukuringragebirge ein, das er in einem engen und felsigen Tal durchschneidet. Etwa 70 Kilometer des Giljui-Unterlaufes liegen im Staubereich der Seja-Talsperre.
Auf seiner gesamten Länge durchfließt der Giljui das Territorium der Oblast Amur.
Die größten Nebenflüsse sind Mogot und Tynda von rechts. Im Einzugsbereich des Flusses gibt es hauptsächlich am Mittellauf etwa 400 Seen mit einer Gesamtfläche von 27 km².

## Hydrographie
Das Einzugsgebiet des Giljui umfasst 22.500 km². Oberhalb der Mündung in den Sejastausee erreicht der Fluss eine Breite von über 100 Meter und vier Meter Tiefe; die Fließgeschwindigkeit beträgt 1,6 m/s.

## Wirtschaft und Infrastruktur
Die Giljui ist nicht schiffbar. Der im Bereich des Sejastausees liegende Unterlauf wird nicht für die Schifffahrt genutzt, da seine Ufer hier unbewohnt sind.
Auch das gesamte vom Fluss durchquerte Gebiet ist insgesamt dünn besiedelt. Nur östlich der Mittelstadt Tynda, die wenige Kilometer vom Giljui entfernt am gleichnamigen Nebenfluss liegt, folgen die Baikal-Amur-Magistrale und die parallele Straße auf knapp 100 Kilometern dem Fluss (Stationen Schachtaum bis Marewaja). Die Bahnstrecke quert den Giljui dabei drei Mal, wie auch einmal die östlich Tynda abzweigende Amur-Jakutische Magistrale.
Im Gebiet des Giljui-Unterlaufs und seiner Zuflüsse wurde seit dem 19. Jahrhundert als Teil der Seja-Goldfelder Goldbergbau betrieben, der aber heute zugunsten anderer Fördergebiete praktisch zum Erliegen gekommen ist.